# Sabine, 7 år
Sabine, 7 år (tyska: Sabine Kleist, 7 Jahre) är en östtysk barnfilm från 1982 i regi och manus av Helmut Dziuba.

## Handling
Lilla Sabine bor på ett barnhem efter att hennes föräldrar omkommit i en bilolycka. Hon börjar sakta komma tillbaka. Hon ser nästan sin lärare Edith som en andra mamma. När Edith säger upp sig från jobbet på grund av att hon blivit gravid kollapsar Sabines värld. Hon flyr från hemmet, vandrar genom Berlin i två dygn på jakt efter människor hon kan anförtro sig till med sin sorg. Det är flyktiga möten på en cirkus, en nöjesbåt med en gammal man och med en polsk pojke som letar efter sina föräldrar. Vid något tillfälle inser Sabine att alla dessa människor är bra för henne, men de kan inte ta hand om henne i längden. Hon går tillbaka till barnhemmet som har blivit hennes hem.

## Rollista
- Petra Lämmel – Sabine Kleist
- Simone von Zglinicki – Edith
- Martin Trettau – Karl Schindler
- Petra Barthel – unga gravida kvinnan
- Johanna Clas – galleriachefen
- Carl-Heinz Choynski – patrulledare
- Peter Cwielag – man
- Gert Gütschow – man med bastuba
- Heide Kipp – fru Marloch
- Uwe Kockisch – Ediths man
- Christa Löser – "tanten"
- Klaus Piontek – barnhemsföreståndaren
- Gudrun Ritter – kvinnan på banken
- Regine Hilz – Ritas dotter
- Lars Hillersheim – Stani
- Axel Linder – pojke
- Gitta Schoof – Clowness
- Thea Schmidt-Keune – barnmorska
- Viktor Nikolajew – Starschina
- Jürgen Huth – kamrat Obermeister
- Edith Scheibler – pedagog
- Dietmar Bauschke – skötare
- Christian-Victor Keune – ung man med skägg
- Holm Henning Freier – hans vän
- Ivar Beer – Sabines grannbarn
- Rebecca Renau – tonåring
- Torsten Wöhlecke – tonåring
- Ingo Schöne – Caesar
- Theresia Wider – kvinnan från husvagnen
- Harry Bend – jonglör
- Gertraut Last – kvinna med glasögon
- Michael Klobe – student vid flaggan
- Gerald Schaale – hans unga kollega
- Jörg Knochée – ung man
- Eva Schäfer – Karl Schindlers granne
- Annemarie Siemank-Ripperger – arbetsledare
- Rolf Staude – pappa på stranden
- Renate Usko – mamma på stranden
- Felix Neidel – den lilla
- Pia Ludwig – den stora
- Judith Schulz – flicka på stranden
- Bodo Schmidt – man vid plaskdamm
- Gerd Klisch – man vid skyltfönstret
- Sandra Uhlrich – lilla Sabine